# Senoni

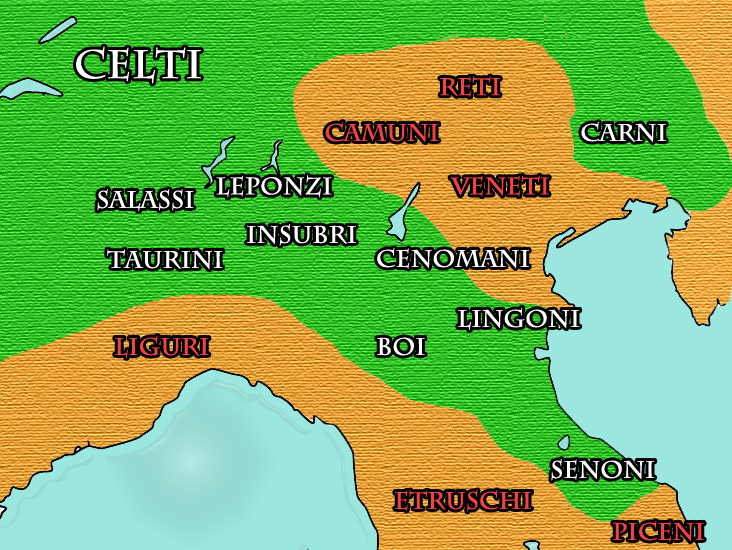
Le popolazioni della Gallia cisalpina.

I Sènoni o Galli Sènoni erano una popolazione celtica che si stanziò sia sulla costa orientale dell'Italia, nell'area dell'attuale Romagna e Marche del nord, dal fiume Montone verso sud, quindi dall'ager Decimanus, ovvero la campagna a sud di Ravenna, fino al fiume Esino - sia in una regione dell'odierna Francia corrispondente ai dipartimenti di Seine-et-Marne, Loiret e Yonne, la cui antica capitale era la città di Sens, dalla quale prenderebbero il nome.

## Storia

### Senoni stanziati in Italia

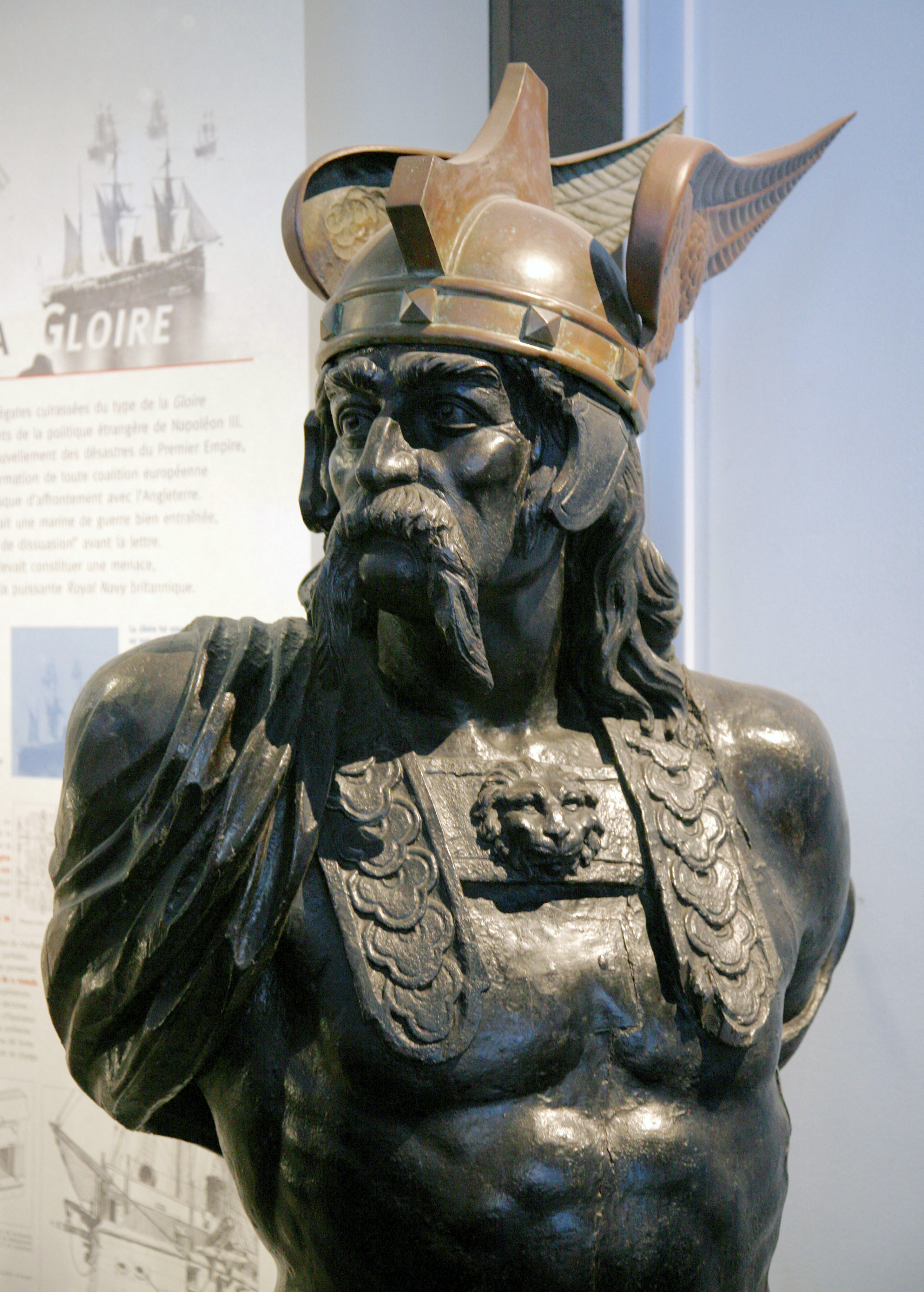
Brenno, capo dei Galli Senoni

Stando a Livio, nel 391 a.C. i Senoni si stanziarono nella zona compresa tra i fiumi Uso ed Esino.
Stando a Polibio, attorno al 400 a.C. un gruppo di Senoni attraversò le Alpi e si stanziò sulla costa orientale dell'Italia, nei territori orientali della Romagna e in quelli settentrionali delle Marche dove vivevano i Piceni, in quello che venne denominato in età augustea ager Gallicus. Ad ovest del fiume Montone, infatti, cominciava il territorio dei Galli Boi. Tale posizione, strategica per i contatti con le vie marittime e la valle del Tevere, fu il punto di partenza per le loro successive incursioni nell'Italia meridionale e centrale. Qui, tra il 389 e il 383 a.C. fondarono Sena Gallica, che divenne la loro capitale.
Nel 391 a.C. invasero l'Etruria e assediarono Chiusi. Gli abitanti di questa città chiesero aiuto a Roma che intervenne, ma fu sconfitta nella battaglia del fiume Allia il 18 luglio del 390 a.C. - cronologia di Varrone - o nel 387 secondo Polibio. La stessa Roma fu presa e saccheggiata dai Senoni, guidati da Brenno.
Per oltre 100 anni tra questi due popoli si verificarono molti scontri, finché, a seguito della battaglia del Sentino (295 a.C.) i Galli Senoni furono debellati dai consoli Publio Decio Mure e Quinto Fabio Massimo Rulliano e quindi sottomessi nel 283 a.C. dal console Publio Cornelio Dolabella. L'occupazione romana non avvenne prima del 272 a.C., anno in cui Roma portò a termine la guerra con Taranto.
Nel 284 a.C. a Sena Gallica fu dedotta una colonia romana.
La presenza dei Galli Senoni è testimoniata nell'ager Gallicus anche dopo la sottomissione ai romani; sono attestate fasi di convivenza con i Romani insediati nelle città di fondovalle di Suasa, Ostra antica, etc. e i Senoni appostati nei loro villaggi sulle alture, ad esempio il sito archeologico di Montefortino di Arcevia, ed è probabile che la popolazione e la cultura gallica fu gradualmente assorbita da quella romana. Come spesso avveniva dopo una conquista, a cambiare non era la popolazione intera ma solamente il ceto dirigente che imponeva la propria cultura e gradualmente assimilava alla "romanità" i popoli sottomessi in battaglia.

### Senoni stanziati in Francia
Al tempo di Gaio Giulio Cesare un gruppo di Galli Senoni viveva nel territorio oggi occupato dai distretti di Seine-et-Marne, Loiret e Yonne. Dal 53 al 51 a.C. furono in guerra con Cesare, dopodiché scomparvero dalla storia. Furono poi inclusi nella Gallia Lugdunensis.

## Società
La distribuzione delle necropoli senoniche fa ritenere che gli abitati dei senoni fossero rurali, scarsamente popolati.
I corredi funerari rinvenuti in territorio piceno e umbro, attestano un'intensa relazione fra la cultura di queste popolazioni e i Senoni; nel corso del tempo, le popolazioni indigene assimilarono alcuni tratti peculiari della cultura celtica dei Senoni. Ciò è ulteriormente testimoniato dal rinvenimento di torque, fibule, sospensioni per spade e da gioielli femminili di chiara impronta transalpina.

## Economia
Era comune la pratica del mercenariato, spesso associata alla razzia verso i territori più ricchi del meridione; erano Senoni i Galli reclutati dall'esercito siracusano nel IV secolo a.C.

### Commercio
Stretti contatti commerciali erano intrattenuti dai Senoni con gli avamposti mercantili dei Piceni di Numana e con la colonia dorica di Ankón (Ancona). Intensi scambi erano tenuti anche con altre popolazioni italiche, come è confermato dalla presenza nei corredi funerari di materiali campani, tarantini e greco-etruschi.

## Religione

### Culto dei morti
L'inumazione avveniva in ampie fosse quadrangolari in cui, oltre al defunto, veniva ospitato anche il suo corredo funebre; il corpo veniva posizionato in supino e con il volto orientato ad ovest, in casse lignee. La camera funeraria veniva sigillata con una pesante copertura di pietre. Esternamente, venivano collocati ulteriori elementi del corredo, quali vasellame, vasi bronzei, offerte in cibo, utensili culinari. Nelle necropoli senoniche le tombe di guerrieri sono di gran lunga le più presenti.

## Altri Senoni
È probabile che i Senoni furono tra quelle bande di Galli che dal Danubio invasero la Macedonia e l'Asia Minore nel corso delle scorrerie balcaniche.

### Atti e cataloghi
- AA. VV., Italia omnium terrarum alumna, Milano, Grazanti Scheiwiller, 1990, ISBN 88-7644-109-3.